# Ernst August van Brunswijk
Ernst August (III) Christiaan George van Hannover (Penzing bij Wenen, 17 november 1887 — Pattensen bij Hannover, 30 januari 1953), prins van Groot-Brittannië en Ierland, was van 2 november 1913 tot 8 november 1918 de laatste hertog van Brunswijk en als kleinzoon van koning George V van Hannover de laatste regerende monarch van het Huis Hannover.
Hij was de derde zoon van kroonprins Ernst August van Hannover, (3e hertog van Cumberland), en Thyra van Denemarken, dochter van Christiaan IX.

## Brunswijkse kwestie
Toen in 1884 hertog Willem van Brunswijk kinderloos stierf, maakte zijn verwant de hertog van Cumberland als hoofd van het Huis der Welfen aanspraak op deze troon. Omdat deze als kroonprins zijn aanspraak op het in 1866 door Pruisen geannexeerde koninkrijk Hannover niet wilde opgeven, sloot de Bondsraad hem op aandringen van Otto von Bismarck uit van troonopvolging in Brunswijk. In zijn plaats koos de Brunswijkse landdag Albert van Pruisen en na diens dood in 1907 Johan Albrecht van Mecklenburg-Schwerin als regent.

## Verzoening
Ernst August bracht in 1912 een bezoek aan de keizerlijke familie (die tevens de koninklijk familie van Pruisen was waarmee zijn familie sinds 1866 in conflict was) om te berichten over het dodelijke auto-ongeluk van zijn oudste broer George Willem. Gedurende dit bezoek werden hij en prinses Victoria Louise, de enige dochter van keizer Wilhelm II, verliefd op elkaar. Omdat een huwelijk politiek uiteraard zeer gevoelig zou liggen begonnen de Huizen Hohenzollern en Hannover voorzichtige onderhandelingen. Uiteindelijk kwamen Ernst August, Victoria Louises broer prins Adalbert en Ernst Augusts zwager prins Max van Baden het volgende overeen: de hertog van Cumberland zou ten gunste van Ernst August afstand doen van zijn claim op de Brunswijkse troon (niet van de Hannoveraanse) en Ernst August zou dienst nemen bij de Zieten-huzaren in het Pruisische leger, de keizer trouw zweren en beloven nooit een poging te doen de troon van Hannover in handen te krijgen.
Hoewel ogenschijnlijk opgelost, lag deze kwestie bij bepaalde groeperingen nog uiterst gevoelig. Met name de extremistische Welfenpartij in Hannover drong er in min of meer bedekte woorden op aan dat Ernst Augusts troonsbestijging in Brunswijk ook het begin van de restauratie van het Huis Hannover op de Hannoveraanse troon zou zijn. Aan de andere kant van het politieke spectrum waren er mensen die het gesloten akkoord als staatsgevaarlijk voor het Duitse Keizerrijk zagen.

## Huwelijk
De verloving tussen Ernst August en Victoria Louise vond plaats op 13 januari 1913 en was pas een dag van tevoren officieel aangekondigd. Het paar werd door het volk in Berlijn met gejuich onthaald en diezelfde dag legde Ernst August de eed af en werd ritmeester en eskadroncommandant van het Brandenburgse Huzarenregiment Nr. 3 "von Zieten", waar zijn grootvader George V en overgrootvader Ernst August I kolonel waren geweest. Hij vroeg aan de Beierse prins-regent Luitpold ontheffing van de eed die hij als officier aan het leger van Beieren had gezworen en kreeg deze.
Hij trad op 24 mei 1913 met Victoria in het huwelijk. Deze plechtigheid was de laatste grote samenkomst van Europese monarchen voor de Eerste Wereldoorlog. Naast keizer Wilhelm, keizerin Augusta Victoria en de hertog en hertogin van Cumberland waren onder anderen ook de Britse koning George V en koningin Mary alsmede tsaar Nicolaas II met zijn echtgenote Alexandra Fjodorovna aanwezig.

## Hertog van Brunswijk
De hertog van Cumberland deed op 27 oktober 1913 na veel politiek geharrewar officieel afstand van zijn aanspraak op de troon van Brunswijk. De volgende dag besloot de Bondsraad dat Ernst August regerend hertog van Brunswijk zou worden. Hij aanvaardde deze functie officieel op 1 november en reisde op 3 november per trein naar Brunswijk om daar door het volk en de eerste burgemeester officieel te worden onthaald.
Ernst August streed in de Eerste Wereldoorlog aan het front in Frankrijk en benoemde Victoria Louise tot regentes. Vanuit de loopgraven zond hij haar brieven met adviezen over het landsbestuur en sprak haar moed in. Tijdens de oorlog werd hij gepromoveerd tot generaal-majoor maar op 30 november 1917 nam George V hem en zijn nakomelingen de titel Hertog van Cumberland af. De Novemberrevolutie (1918) dwong hem uiteindelijk - net als alle andere Duitse vorsten - tot aftreden (8 november).
Hij trok zich terug in Gmunden, leefde later met zijn gezin op Slot Blankenburg in de Harz en moest na de Tweede Wereldoorlog voor de Russen vluchten. Hij stierf op 30 januari 1953 op Slot Marienburg bij Hannover.

## Kinderen
Ernst August en Victoria Louise hadden vijf kinderen:
- Ernst August (18 maart 1914 – 9 december 1987). Hij is in 1951 getrouwd met Ortrud, prinses van Sleeswijk Holstein-Sonderburg-Glücksburg (1925-1980), en als weduwnaar in 1981 met Monika Gräfin zu Solms-Laubach (1929). Uit het eerste huwelijk werden zes kinderen geboren.
- George Willem Ernst August Frederik Axel (25 maart 1915 - 8 januari 2006)
- Friederike Luise Thyra Victoria Margarita Sophia Olga Cecilia Isabella Christa (18 april 1917 – 6 februari 1981); gehuwd met koning Paul I van Griekenland
- Christiaan Oscar Ernst August Willem Victor George (1 september 1919 – 10 december 1981)
- Welf Hendrik Ernst August George Christiaan Berthold Frederik Willem Louis Ferdinand (11 maart 1923 – 12 juli 1998)

## Kwartierstaat (voorouders)
| Ernst August I van Hannover (1771-1851) | Ernst August I van Hannover (1771-1851) | Ernst August I van Hannover (1771-1851) | Ernst August I van Hannover (1771-1851) | Ernst August I van Hannover (1771-1851)          | Ernst August I van Hannover (1771-1851)          | Frederika van Mecklenburg-Strelitz (1778-1841)   | Frederika van Mecklenburg-Strelitz (1778-1841)   | Frederika van Mecklenburg-Strelitz (1778-1841)   | Frederika van Mecklenburg-Strelitz (1778-1841)   | Frederika van Mecklenburg-Strelitz (1778-1841) | Frederika van Mecklenburg-Strelitz (1778-1841) |                                                   |                                                   | Jozef van Saksen-Altenburg (1789-1868)            | Jozef van Saksen-Altenburg (1789-1868)            | Jozef van Saksen-Altenburg (1789-1868)            | Jozef van Saksen-Altenburg (1789-1868)            | Jozef van Saksen-Altenburg (1789-1868) | Jozef van Saksen-Altenburg (1789-1868) | Amelie van Württemberg (1799-1848)            | Amelie van Württemberg (1799-1848)            | Amelie van Württemberg (1799-1848)            | Amelie van Württemberg (1799-1848)            | Amelie van Württemberg (1799-1848)            | Amelie van Württemberg (1799-1848)            |  |  | Frederik Willem van Sleeswijk- Holstein-Sonderburg-Glücksburg (1785-1831) | Frederik Willem van Sleeswijk- Holstein-Sonderburg-Glücksburg (1785-1831) | Frederik Willem van Sleeswijk- Holstein-Sonderburg-Glücksburg (1785-1831) | Frederik Willem van Sleeswijk- Holstein-Sonderburg-Glücksburg (1785-1831) | Frederik Willem van Sleeswijk- Holstein-Sonderburg-Glücksburg (1785-1831) | Frederik Willem van Sleeswijk- Holstein-Sonderburg-Glücksburg (1785-1831) | Louise Caroline van Hesse-Kassel (1789-1867) | Louise Caroline van Hesse-Kassel (1789-1867) | Louise Caroline van Hesse-Kassel (1789-1867)   | Louise Caroline van Hesse-Kassel (1789-1867)   | Louise Caroline van Hesse-Kassel (1789-1867)   | Louise Caroline van Hesse-Kassel (1789-1867)   |                                                |                                                | Willem van Hessen-Kassel (1787-1867) | Willem van Hessen-Kassel (1787-1867) | Willem van Hessen-Kassel (1787-1867)   | Willem van Hessen-Kassel (1787-1867)   | Willem van Hessen-Kassel (1787-1867)   | Willem van Hessen-Kassel (1787-1867)   | Louise Charlotte van Denemarken (1789-1864) | Louise Charlotte van Denemarken (1789-1864) | Louise Charlotte van Denemarken (1789-1864) | Louise Charlotte van Denemarken (1789-1864) | Louise Charlotte van Denemarken (1789-1864) | Louise Charlotte van Denemarken (1789-1864) |  |  |  |  |  |  |  |  |  |  |  |  |  |  |  |  |  |  |  |  |  |  |  |  |  |  |  |  |  |  |  |  |  |  |  |  |  |  |  |  |  |  |  |  |  |  |  |  |
| Ernst August I van Hannover (1771-1851) | Ernst August I van Hannover (1771-1851) | Ernst August I van Hannover (1771-1851) | Ernst August I van Hannover (1771-1851) | Ernst August I van Hannover (1771-1851)          | Ernst August I van Hannover (1771-1851)          | Frederika van Mecklenburg-Strelitz (1778-1841)   | Frederika van Mecklenburg-Strelitz (1778-1841)   | Frederika van Mecklenburg-Strelitz (1778-1841)   | Frederika van Mecklenburg-Strelitz (1778-1841)   | Frederika van Mecklenburg-Strelitz (1778-1841) | Frederika van Mecklenburg-Strelitz (1778-1841) |                                                   |                                                   | Jozef van Saksen-Altenburg (1789-1868)            | Jozef van Saksen-Altenburg (1789-1868)            | Jozef van Saksen-Altenburg (1789-1868)            | Jozef van Saksen-Altenburg (1789-1868)            | Jozef van Saksen-Altenburg (1789-1868) | Jozef van Saksen-Altenburg (1789-1868) | Amelie van Württemberg (1799-1848)            | Amelie van Württemberg (1799-1848)            | Amelie van Württemberg (1799-1848)            | Amelie van Württemberg (1799-1848)            | Amelie van Württemberg (1799-1848)            | Amelie van Württemberg (1799-1848)            |  |  | Frederik Willem van Sleeswijk- Holstein-Sonderburg-Glücksburg (1785-1831) | Frederik Willem van Sleeswijk- Holstein-Sonderburg-Glücksburg (1785-1831) | Frederik Willem van Sleeswijk- Holstein-Sonderburg-Glücksburg (1785-1831) | Frederik Willem van Sleeswijk- Holstein-Sonderburg-Glücksburg (1785-1831) | Frederik Willem van Sleeswijk- Holstein-Sonderburg-Glücksburg (1785-1831) | Frederik Willem van Sleeswijk- Holstein-Sonderburg-Glücksburg (1785-1831) | Louise Caroline van Hesse-Kassel (1789-1867) | Louise Caroline van Hesse-Kassel (1789-1867) | Louise Caroline van Hesse-Kassel (1789-1867)   | Louise Caroline van Hesse-Kassel (1789-1867)   | Louise Caroline van Hesse-Kassel (1789-1867)   | Louise Caroline van Hesse-Kassel (1789-1867)   |                                                |                                                | Willem van Hessen-Kassel (1787-1867) | Willem van Hessen-Kassel (1787-1867) | Willem van Hessen-Kassel (1787-1867)   | Willem van Hessen-Kassel (1787-1867)   | Willem van Hessen-Kassel (1787-1867)   | Willem van Hessen-Kassel (1787-1867)   | Louise Charlotte van Denemarken (1789-1864) | Louise Charlotte van Denemarken (1789-1864) | Louise Charlotte van Denemarken (1789-1864) | Louise Charlotte van Denemarken (1789-1864) | Louise Charlotte van Denemarken (1789-1864) | Louise Charlotte van Denemarken (1789-1864) |  |  |  |  |  |  |  |  |  |  |  |  |  |  |  |  |  |  |  |  |  |  |  |  |  |  |  |  |  |  |  |  |  |  |  |  |  |  |  |  |  |  |  |  |  |  |  |  |
|                                         |                                         |                                         |                                         |                                                  |                                                  |                                                  |                                                  |                                                  |                                                  |                                                |                                                |                                                   |                                                   |                                                   |                                                   |                                                   |                                                   |                                        |                                        |                                               |                                               |                                               |                                               |                                               |                                               |  |  |                                                                           |                                                                           |                                                                           |                                                                           |                                                                           |                                                                           |                                              |                                              |                                                |                                                |                                                |                                                |                                                |                                                |                                      |                                      |                                        |                                        |                                        |                                        |                                             |                                             |                                             |                                             |                                             |                                             |  |  |  |  |  |  |  |  |  |  |  |  |  |  |  |  |  |  |  |  |  |  |  |  |  |  |  |  |  |  |  |  |  |  |  |  |  |  |  |  |  |  |  |  |  |  |  |  |
|                                         |                                         |                                         |                                         | George V van Hannover (1819-1878)                | George V van Hannover (1819-1878)                | George V van Hannover (1819-1878)                | George V van Hannover (1819-1878)                | George V van Hannover (1819-1878)                | George V van Hannover (1819-1878)                |                                                |                                                |                                                   |                                                   |                                                   |                                                   | Marie van Saksen-Altenburg (1818-1907)            | Marie van Saksen-Altenburg (1818-1907)            | Marie van Saksen-Altenburg (1818-1907) | Marie van Saksen-Altenburg (1818-1907) | Marie van Saksen-Altenburg (1818-1907)        | Marie van Saksen-Altenburg (1818-1907)        |                                               |                                               |                                               |                                               |  |  |                                                                           |                                                                           |                                                                           |                                                                           | Christiaan IX van Denemarken (1818-1906)                                  | Christiaan IX van Denemarken (1818-1906)                                  | Christiaan IX van Denemarken (1818-1906)     | Christiaan IX van Denemarken (1818-1906)     | Christiaan IX van Denemarken (1818-1906)       | Christiaan IX van Denemarken (1818-1906)       |                                                |                                                |                                                |                                                |                                      |                                      | Louise van Hessen-Kassel (1817-1898)   | Louise van Hessen-Kassel (1817-1898)   | Louise van Hessen-Kassel (1817-1898)   | Louise van Hessen-Kassel (1817-1898)   | Louise van Hessen-Kassel (1817-1898)        | Louise van Hessen-Kassel (1817-1898)        |                                             |                                             |                                             |                                             |  |  |  |  |  |  |  |  |  |  |  |  |  |  |  |  |  |  |  |  |  |  |  |  |  |  |  |  |  |  |  |  |  |  |  |  |  |  |  |  |  |  |  |  |  |  |  |  |
|                                         |                                         |                                         |                                         | George V van Hannover (1819-1878)                | George V van Hannover (1819-1878)                | George V van Hannover (1819-1878)                | George V van Hannover (1819-1878)                | George V van Hannover (1819-1878)                | George V van Hannover (1819-1878)                |                                                |                                                |                                                   |                                                   |                                                   |                                                   | Marie van Saksen-Altenburg (1818-1907)            | Marie van Saksen-Altenburg (1818-1907)            | Marie van Saksen-Altenburg (1818-1907) | Marie van Saksen-Altenburg (1818-1907) | Marie van Saksen-Altenburg (1818-1907)        | Marie van Saksen-Altenburg (1818-1907)        |                                               |                                               |                                               |                                               |  |  |                                                                           |                                                                           |                                                                           |                                                                           | Christiaan IX van Denemarken (1818-1906)                                  | Christiaan IX van Denemarken (1818-1906)                                  | Christiaan IX van Denemarken (1818-1906)     | Christiaan IX van Denemarken (1818-1906)     | Christiaan IX van Denemarken (1818-1906)       | Christiaan IX van Denemarken (1818-1906)       |                                                |                                                |                                                |                                                |                                      |                                      | Louise van Hessen-Kassel (1817-1898)   | Louise van Hessen-Kassel (1817-1898)   | Louise van Hessen-Kassel (1817-1898)   | Louise van Hessen-Kassel (1817-1898)   | Louise van Hessen-Kassel (1817-1898)        | Louise van Hessen-Kassel (1817-1898)        |                                             |                                             |                                             |                                             |  |  |  |  |  |  |  |  |  |  |  |  |  |  |  |  |  |  |  |  |  |  |  |  |  |  |  |  |  |  |  |  |  |  |  |  |  |  |  |  |  |  |  |  |  |  |  |  |
|                                         |                                         |                                         |                                         |                                                  |                                                  |                                                  |                                                  |                                                  |                                                  | Ernst August van Hannover (1845-1923)          | Ernst August van Hannover (1845-1923)          | Ernst August van Hannover (1845-1923)             | Ernst August van Hannover (1845-1923)             | Ernst August van Hannover (1845-1923)             | Ernst August van Hannover (1845-1923)             |                                                   |                                                   |                                        |                                        |                                               |                                               |                                               |                                               |                                               |                                               |  |  |                                                                           |                                                                           |                                                                           |                                                                           |                                                                           |                                                                           |                                              |                                              |                                                |                                                | Thyra van Denemarken (1853-1933)               | Thyra van Denemarken (1853-1933)               | Thyra van Denemarken (1853-1933)               | Thyra van Denemarken (1853-1933)               | Thyra van Denemarken (1853-1933)     | Thyra van Denemarken (1853-1933)     |                                        |                                        |                                        |                                        |                                             |                                             |                                             |                                             |                                             |                                             |  |  |  |  |  |  |  |  |  |  |  |  |  |  |  |  |  |  |  |  |  |  |  |  |  |  |  |  |  |  |  |  |  |  |  |  |  |  |  |  |  |  |  |  |  |  |  |  |
|                                         |                                         |                                         |                                         |                                                  |                                                  |                                                  |                                                  |                                                  |                                                  | Ernst August van Hannover (1845-1923)          | Ernst August van Hannover (1845-1923)          | Ernst August van Hannover (1845-1923)             | Ernst August van Hannover (1845-1923)             | Ernst August van Hannover (1845-1923)             | Ernst August van Hannover (1845-1923)             |                                                   |                                                   |                                        |                                        |                                               |                                               |                                               |                                               |                                               |                                               |  |  |                                                                           |                                                                           |                                                                           |                                                                           |                                                                           |                                                                           |                                              |                                              |                                                |                                                | Thyra van Denemarken (1853-1933)               | Thyra van Denemarken (1853-1933)               | Thyra van Denemarken (1853-1933)               | Thyra van Denemarken (1853-1933)               | Thyra van Denemarken (1853-1933)     | Thyra van Denemarken (1853-1933)     |                                        |                                        |                                        |                                        |                                             |                                             |                                             |                                             |                                             |                                             |  |  |  |  |  |  |  |  |  |  |  |  |  |  |  |  |  |  |  |  |  |  |  |  |  |  |  |  |  |  |  |  |  |  |  |  |  |  |  |  |  |  |  |  |  |  |  |  |
|                                         |                                         |                                         |                                         |                                                  |                                                  |                                                  |                                                  |                                                  |                                                  |                                                |                                                |                                                   |                                                   |                                                   |                                                   |                                                   |                                                   |                                        |                                        |                                               |                                               |                                               |                                               |                                               |                                               |  |  |                                                                           |                                                                           |                                                                           |                                                                           |                                                                           |                                                                           |                                              |                                              |                                                |                                                |                                                |                                                |                                                |                                                |                                      |                                      |                                        |                                        |                                        |                                        |                                             |                                             |                                             |                                             |                                             |                                             |  |  |  |  |  |  |  |  |  |  |  |  |  |  |  |  |  |  |  |  |  |  |  |  |  |  |  |  |  |  |  |  |  |  |  |  |  |  |  |  |  |  |  |  |  |  |  |  |
|                                         |                                         |                                         |                                         |                                                  |                                                  |                                                  |                                                  |                                                  |                                                  |                                                |                                                |                                                   |                                                   |                                                   |                                                   |                                                   |                                                   |                                        |                                        |                                               |                                               |                                               |                                               |                                               |                                               |  |  |                                                                           |                                                                           |                                                                           |                                                                           |                                                                           |                                                                           |                                              |                                              |                                                |                                                |                                                |                                                |                                                |                                                |                                      |                                      |                                        |                                        |                                        |                                        |                                             |                                             |                                             |                                             |                                             |                                             |  |  |  |  |  |  |  |  |  |  |  |  |  |  |  |  |  |  |  |  |  |  |  |  |  |  |  |  |  |  |  |  |  |  |  |  |  |  |  |  |  |  |  |  |  |  |  |  |
|                                         |                                         |                                         |                                         | Marie Louise van Hannover-Cumberland (1879-1948) | Marie Louise van Hannover-Cumberland (1879-1948) | Marie Louise van Hannover-Cumberland (1879-1948) | Marie Louise van Hannover-Cumberland (1879-1948) | Marie Louise van Hannover-Cumberland (1879-1948) | Marie Louise van Hannover-Cumberland (1879-1948) |                                                |                                                | George Willem van Hannover-Cumberland (1880-1912) | George Willem van Hannover-Cumberland (1880-1912) | George Willem van Hannover-Cumberland (1880-1912) | George Willem van Hannover-Cumberland (1880-1912) | George Willem van Hannover-Cumberland (1880-1912) | George Willem van Hannover-Cumberland (1880-1912) |                                        |                                        | Alexandra van Hannover-Cumberland (1882-1963) | Alexandra van Hannover-Cumberland (1882-1963) | Alexandra van Hannover-Cumberland (1882-1963) | Alexandra van Hannover-Cumberland (1882-1963) | Alexandra van Hannover-Cumberland (1882-1963) | Alexandra van Hannover-Cumberland (1882-1963) |  |  | Olga van Hannover-Cumberland (1884-1958)                                  | Olga van Hannover-Cumberland (1884-1958)                                  | Olga van Hannover-Cumberland (1884-1958)                                  | Olga van Hannover-Cumberland (1884-1958)                                  | Olga van Hannover-Cumberland (1884-1958)                                  | Olga van Hannover-Cumberland (1884-1958)                                  |                                              |                                              | Christiaan van Hannover-Cumberland (1885-1901) | Christiaan van Hannover-Cumberland (1885-1901) | Christiaan van Hannover-Cumberland (1885-1901) | Christiaan van Hannover-Cumberland (1885-1901) | Christiaan van Hannover-Cumberland (1885-1901) | Christiaan van Hannover-Cumberland (1885-1901) |                                      |                                      | Ernst August van Brunswijk (1887-1953) | Ernst August van Brunswijk (1887-1953) | Ernst August van Brunswijk (1887-1953) | Ernst August van Brunswijk (1887-1953) | Ernst August van Brunswijk (1887-1953)      | Ernst August van Brunswijk (1887-1953)      |                                             |                                             |                                             |                                             |  |  |  |  |  |  |  |  |  |  |  |  |  |  |  |  |  |  |  |  |  |  |  |  |  |  |  |  |  |  |  |  |  |  |  |  |  |  |  |  |  |  |  |  |  |  |  |  |